# Langues en Polynésie française
Outre la langue française, la Polynésie française compte sept langues polynésiennes différentes : le tahitien, l'austral, le ra’ivavae, le rapa, le mangarévien, le pa’umotu et le marquisien.

## Langues et dialectes
Parmi les sept langues de Polynésie française, certaines comportent elles-mêmes plusieurs dialectes :
- le marquisien a deux dialectes : marquisien du nord (’eo ’enana), marquisien du sud (’eo enata) ;
- le tahitien(ou reo tahiti) comporte deux dialectes : celui des Îles Sous-le-Vent (raromatai), et de Maupiti ;
- l'austral inclut le ra’ivavae et le rurutu ‒ rimatara ;
- le pa’umotu compte huit dialectes : le parata (Anaa), le tapuhoe (Makemo, Amanu), le vahitu, le fangatau, le napuka, le tatakoto, le reao, le marangai (Tureia).

## Statut juridique des langues
Le français est la seule langue officielle de la Polynésie française.
Cependant, les personnes physiques et morales de droit privé usent librement des langues polynésiennes du territoire dans leurs actes et conventions ; ceux-ci n'encourent aucune nullité au motif qu'ils ne sont pas rédigés dans la langue officielle.
La loi statutaire consacre son article 57 à la problématique de la langue. « Le français est la langue officielle de la Polynésie française. Son usage s'impose aux personnes morales de droit public et aux personnes de droit privé dans l'exercice d'une mission de service public ainsi qu'aux usagers dans leurs relations avec les administrations et services publics. 
La langue tahitienne est un élément fondamental de l'identité culturelle : ciment de cohésion sociale, moyen de communication quotidien, elle est reconnue et doit être préservée, de même que les autres langues polynésiennes, aux côtés de la langue de la République, afin de garantir la diversité culturelle qui fait la richesse de la Polynésie française.
La langue tahitienne est une matière enseignée dans le cadre de l'horaire normal des écoles maternelles et primaires, dans les établissements du second degré et dans les établissements d'enseignement supérieur. Sur décision de l'assemblée de la Polynésie française, la langue tahitienne peut être remplacée dans certaines écoles ou établissements par l'une des autres langues polynésiennes. L'étude et la pédagogie de la langue et de la culture tahitiennes sont enseignées dans les établissements de formation du personnel enseignant. »

## Statistiques
L'Institut statistique de Polynésie française (ISPF) dénombrait en 2012 94,9 % de personnes de 15 ans et plus sachant comprendre, parler, lire et écrire le français (94,7 % en 2007), alors que 73,5 % de ces mêmes personnes savaient comprendre, parler, lire et écrire une des langues polynésiennes (74,6 % en 2007). Parmi cette population âgée de 15 ans et plus, la langue la plus parlée à la maison était le français pour 70,0 % (68,5 % en 2007 et 60,8 % en 2002) et une des langues polynésiennes pour 28,2 % (29,9 % en 2007 en 31,7 % en 2002) (essentiellement le tahitien  avec 23,1 %).
Selon le recensement de 2002, le français parlé en famille est passé de 33,9 % chez les 75-79 ans à 72,5 % chez les 14 ans, tandis que les langues polynésiennes sont passées de 58,8 % chez les 70-74 ans à 27,0 % chez les 14 ans.
L'Université Laval estime que la majorité des habitants sont francophones. Le dénombrement des francophones dans les pays membres de l'OIF en 2015 indique 97,6 % de francophones en Polynésie française, excluant des francophones ceux sachant uniquement le comprendre mais pas le parler (voir la section Connaissance des langues). Avec ce critère, 82,5 % sont polynésiophones.

### Langues parlées en famille
| Rang | Langue                | Nbr 2012        | % 2012     | Nbr 2007 | % 2007 | Nbr 2002 | % 2002 |
| ---- | --------------------- | --------------- | ---------- | -------- | ------ | -------- | ------ |
| 1    | Français              | ( 36 %) 141 950 | ( 9 pp) 70 | 131 672  | 69     | 104 283  | 61     |
| -    | Langues polynésiennes | ( 5 %) 57 283   | ( 4 pp) 28 | 57 475   | 30     | 54 403   | 32     |
| 2    | Tahitien              | 46 759          | 23         | 46 577   | 24     |          |        |
| 3    | Marquisien            | 5 137           | 3          | 5 069    | 3      |          |        |
| 4    | Paumotu               | 2 599           | 1          | 2 881    | 1      |          |        |
| -    | Autres                | 6 380           | 3          | 5 977    | 3      |          |        |
|      | Total                 | ( 18 %) 202 825 | 100        | 192 176  | 100    | 171 581  | 100    |

La proportion de la population de 15 ans et plus par langue la plus couramment parlée en famille en 2012 voit celle du français passer progressivement de 41 % chez les 75-79 ans à 82 % chez les 15-19 ans, tandis que celle des langues polynésiennes passe progressivement de 53 % chez les 75-79 ans à 17 % chez les 15-19 ans.

### Connaissance des langues

#### Français
| Compréhension du français   | % 2012 | # 2012  | % 2007 | # 2007  | % 2002 | # 2002  |
| --------------------------- | ------ | ------- | ------ | ------- | ------ | ------- |
| Compris, parlé, lu et écrit | 94,9   | 192 428 | 94,7   | 181 929 | 92,7   | 159 094 |
| Compris, parlé, lu          | 1,1    | 2 174   | 0,6    | 1 150   | 0,7    | 1 155   |
| Compris, parlé              | 1,7    | 3 416   | 1,7    | 3 224   | 2,0    | 3 399   |
| Compris                     | 0,9    | 1 885   | 1,0    | 1 946   | -      | -       |
| Aucune compréhension        | 1,4    | 2 922   | 2,0    | 3 927   | 4,6    | 7 933   |
| Grand Total                 | 100,0  | 202 825 | 100,0  | 192 176 | 100,0  | 171 581 |

La proportion de la population de 15 ans et plus sachant comprendre, parler, lire et écrire le français est passée progressivement de 81,5 % en 1983 à 94,9 % en 2012.

De même que la proportion de la population sachant comprendre, parler, lire et écrire le français en 2012 est passée progressivement de 66,6 % chez les 80 ans et plus à 98,8 % chez les 15-19 ans.

#### Langues polynésiennes
| Compréhension d'une langue polynésienne | % 2012 | # 2012  | % 2007 | # 2007  | % 2002 | # 2002  |
| --------------------------------------- | ------ | ------- | ------ | ------- | ------ | ------- |
| Compris, parlé, lu et écrit             | 73,5   | 149 007 | 74,6   | 143 274 | 74,7   | 128 112 |
| Compris, parlé, lu                      | 4,0    | 8 169   | 2,6    | 4 929   | 1,9    | 3 236   |
| Compris, parlé                          | 5,0    | 10 138  | 4,6    | 8 864   | 4,7    | 8 070   |
| Compris                                 | 5,3    | 10 714  | 4,6    | 8 931   | -      | -       |
| Aucune compréhension                    | 12,2   | 24 797  | 13,6   | 26 178  | 18,7   | 32 163  |
| Grand Total                             | 100,0  | 202 825 | 100,0  | 192 176 | 100,0  | 171 581 |

La proportion de la population de 15 ans et plus sachant comprendre, parler, lire et écrire une langue polynésienne est passée progressivement de 63,3 % en 1983 à 74,7 % en 2002, puis progressivement légèrement retombés à 73,5 % en 2012.
De même que la proportion de la population sachant comprendre, parler, lire et écrire le français en 2012 a fluctué de génération en génération d'un minimum de 69,3 % chez les 80 ans et plus à un maximum de 76,5 % chez les 70-74 ans pour finir à 70,3 % chez les 15-19 ans.